# Теория бильярдной игры
Теория бильярдной игры — классический труд по искусству игры в русский бильярд писателя конца XIX века Анатолия Ивановича Лемана.
Первое издание вышло в 1884 году в Москве, второе дополненное издание вышло в 1906 году, а переиздана книга была только в 1998 году.
Спустя более ста лет «Большой российской энциклопедией» книга названа классическим пособием по игре в бильярд. Сам автор так оценил свой труд: 

Ну, пусть спросят мнения бильярдного игрока, развитого, интеллигентного, об этом сочинении. А моё мнение таково, что через двести лет никто не напишет книги, которая могла бы что-нибудь существенное добавить к этому сочинению.— А.И. Леман

## Содержание
В книге изложена история бильярда, техника игры, помещены подробные разборы разных партий, предложен ряд задач, дана характеристика и сравнительная оценка столов, выпускавшихся тремя бильярдными фабриками России. Затронут был автором ряд нравственных вопросов, касающихся взаимоотношений партнеров во время игры, подробные замечания о психологии играющих.
Как указывает сам автор, он разбил материал на три части: 
- первая — элементарная, заключает в себе все касающееся бильярда и самой техники игры
- вторая — посвящена разбору и анализу бильярдных партий.
- третья — математическим исследованиям, относящимся к движению шаров на бильярде.

Под теорией бильярдной игры я отнюдь, не подразумеваю механическую теорию движения шаров на плоскости и все относящиеся сюда выводы чистой математики, как это ошибочно делают многие авторы. Игра есть игра, состязание есть состязание. Итак, теория игры должна учить играть. Если игрок может пользоваться ее выводами и выигрывать, значит, она хороша. ... Бильярд рождает игроков. Этот афоризм сохранит свой смысл и значение навсегда.— А. И. Леман, Теория бильярдной игры

## История написания и издания книги
Работу над «Теорией бильярдной игры» автор начал в 1883-1884 годах.
А. Леман начал играть в бильярд в 1882 году во время службы офицером-сапером в крепостях Ивангород и Новогеоргиевск — томясь и изнывая от бездействия, он принялся изучать бильярдную игру и ежедневно упражнялся на стареньком бильярде в военном собрании, за что получил от сослуживцев прозвище «профессор». Этот период своей жизни он затем описал в романе «В казематах».
Выйдя в отставку, в 1884 году переехал в Москву, где устроился в журнал «Развлечение», с редактором которого А.В. Насоновым «почти ежедневно после работы отправлялись в соседний с редакцией ресторан „Москва“ и часами играли на бильярде».
В конце 1884 года Леман под псевдонимом «Алагер» опубликовал в «Развлечении» первую часть своей теории бильярдной игры.
В 1884 году книга «Теория бильярдной игры» вышла отдельным изданием в Москве в издательстве А.Н. Стрекаловой «Типография Общества распространения полезных книг».
В 1885 году Леман переехал из Москвы в Петербург, где в журнале «Нива» были опубликованы составленные им несколько бильярдных задач. При этом, управляющий журнала, сам заядлый бильярдист, попробовав выполнить задачи заявил, что это невозможно, но после демонстрации их решения Леманом — напечатал задачи, заплатив 25 рублей. В следующем году журнал «Новь» поместил статью Лемана с разбором партий на русском шестилузном бильярде и анализом ударов и выходов на французском карамбольном бильярде.
Вскоре, однако, Леман перестал играть в бильярд — книга и задачи в журнале, а также случаи обыгрывания местных игроков, сложили ему определённую репутацию:

Я зашел на Невском в ресторан «Доминика». Там стояли три бильярда и на дальнем шла игра в a la guerre, среди игроков был знаменитый тогда Кнох. К удивлению бильярдной я выставил Кноха, выиграв алагер. Затем я предложил решить одну из бильярдных задач. В публике стали говорить, что я приезжий профессиональный игрок. Это мне так не понравилось, что я стал избегать показываться в бильярдных.— А.И. Леман
По одной из версий, И.Е. Репин свою зарисовку «Кафе Доминик» 1887 года создал услышав эту историю, возможно и от самого Лемана с которым был знаком и чей портрет он написал в 1888 году.
В 1907 году книга была переиздана в Санкт-Петербурге, издателем выступил вятский купец Н.Н. Филиппов.
Следующее издание книги вышло спустя почти 100 лет.

## Оценки
На момент издания книга была единственным сочинением на русском языке посвящённым игре в бильярд, до этого выходили лишь описания правил: 

До сих пор, появилось на русском языке всего только одно обстоятельное сочинение о бильярде, а именно:  «Теория бильярдной игры» А.И.Лемана,  – да и та уже давным-давно распродана.— Бильярд, изд. тип. А. Траншеля, 1890
Книга была популярна среди бильярдистов и сделалась библиографической редкостью.
В 1912 году в книге А. Иванова, изданной бильярдной фабрикой М.Н. Ерыкалова - одной из трёх крупнейших бильярдных фабрик в России, указывалось:

До сего времени в России литература очень мало коснулась биллиардного искусства. Однако из более лучших сочинений этой области является «Теория биллиардной игры» А. И. Лемана, а затем книга «Биллиард» издания типографии А. Траншель, и оба эти издания уже распроданы.— А. Иванов - Бильярд, Санкт-Петербург, 1912
Инициировавший второе издание книги вятский купец Н.Н. Филиппов в предисловии писал, что изложение книги поражает строгой систематичностью и глубиной анализа предмета, и

... обращает на себя внимание ясный, образный и живой язык и строго выдержанный литературный стиль изложения. Это большая редкость во всяких сочинениях, а в особенности в специальных. Этот превосходный язык — одно из крупных достоинств книги.— Н.Н. Филиппов, из предисловия к изданию 1906 года
Леман был автором нескольких книг, но, как отмечалось в примечании к одной из книг серии «Литературное наследство» издательства Академии наук СССР, он не пользовался известностью как литератор, но при этом отмечалось, что «Действительно, Леман был выдающимся мастером бильярда и автором популярного руководства по этой игре».
И по прошествии более 100 лет знатоки бильярдной игры высоко оценивают труд А.И. Лемана.

«Сказать, что «Теория бильярдной игры» стала библиографической редкостью - значит не сказать ничего. Дело в том, что эта книга занимает особое место в истории русского бильярда. Она одновременно и отразила, и опередила свое время. К ней вообще нельзя относиться просто как к узкоспециальной литературе. Леман - своего рода бильярдный Гиляровский. Именно благодаря ему мы знаем о дореволюционном бильярде больше, чем, допустим, о бильярде двадцатых годов. Где еще можно почерпнуть столь полную информацию об истории и нравах бильярдного мира?».— А.Л. Лошаков в послесловии к изданию 1998 года
В 2009 году Председатель Всероссийской коллегии судей ФБСР, преподаватель кафедры бильярда РГАФК А.Л. Лошаков отмечал, что хотя многие советы и рекомендации Лемана устарели или опровергнуты игровой практикой, но:

На фоне растущей популярности бильярда особенно остро ощущается нехватка современной учебно-методической литературы. И тот факт, что полки книжных магазинов завалены компиляциями на бильярдную тему, абсолютно ничего не меняет. Минуло около ста лет после выхода в свет последнего издания «Теории бильярдной игры» А.И. Лемана (1906 г.) – книги безусловно талантливой, написанной живым языком и отражающей технику и тактику многих бильярдных игр того времени. Особый интерес представляет прекрасно написанный исторический очерк и живые рассказы очевидца о нравах бильярдного мира.— Лошаков Аркадий Львович - Азбука бильярда, 2009
Несмотря на время книга популярна среди игроков и считается образцовым трудом по бильярду: 

Выдающаяся роль в популяризации строгого Русского бильярда принадлежит разносторонне талантливому человеку, писателю и сильному бильярдному игроку А.И. Леману, в 1885г. написавшему книгу «Теория бильярдной игры», несомненно лучшей из всех, что были написаны о Русском Бильярде по настоящее время.— Виталий Архипов,  Журнал «Бильярд Спорт», 2012

Анатолий Иванович Леман. Наверное, нет такого игрока на бильярде, которому бы не было знакомо это имя. Он написал лучшую для своего времени книгу о бильярде под названием «Теория бильярдной игры», которая и в наше время не имеет себе равных. ... Его труд, написанный простым живым языком, в прекрасном литературном стиле, стал самым полным теоретическим и практическим курсом бильярдной игры того времени. Сейчас эта книга – библиографическая редкость, хотя многое в ней, конечно, устарело.— Леонид Жилин - Русский бильярд: большая иллюстрированная энциклопедия, 2013

## Интересный факт
В книге А.И. Леман местами проводит параллели между игрой в бильярд и игрой на скрипке, например:

Бильярд — это инструмент, на котором мастер дела проявляет свое искусство. ... В игре в бильярд нужно быть действительно артистом, для этого необходимы, кроме обыкновенной игры, ежедневные упражнения соло, подобные гаммам на скрипке. ... Разбор ударов или штрихов — этой азбуки бильярдной игры — мною сделан подробно. Преподаватели-скрипачи знают, как заботливо и внимательно надо учить штрихам смычка ученика. Все дальнейшие успехи будут зависеть от этого умения владеть смычком.— А.И. Леман, «Теория бильярдной игры»
Эта особенность неслучайна: в будущем А.И. Леман — «Отец русской скрипки», «Русский Страдивари» — скрипичный мастер, который изучив 36 скрипок Страдивари изготовил около 250 скрипок, в том числе известных именных, а за подаренную цесаревичу скрипку получил от императрицы перстень с бриллиантом. Книга Лемана «Акустика скрипки», как отмечено И.М. Ямпольским в Музыкальной энциклопедии — «первый в России серьёзный научный труд в этой области, написанный человеком обладавшим острым аналитическим умом».

## Издания
- Анатолій Леманъ.Теорія бильярдной игры. Руководство для новичковъ и артистовъ. Съ чертежами. Москва, Типографія  Общества Распространения Полезных Книгъ, 1884 —152 с.
- Анатолій Леманъ. Теорія бильярдной игры Архивная копия от 16 мая 2018 на Wayback Machine. Съ рисунками и чертежами. Изданіе второе дополненное Н.Н. Филиппова. С-Петербургъ. Типографія Н.Н. Клобукова, 1906 —332 с.

## Комментарии
1. ↑  «классическое пособие для любителей — „Теория бильярдной игры“ (1884) известного игрока и писателя А. И. Лемана» - из статьи Бильярд, Большая российская энциклопедия (Автор статьи - В.И. Линдер)
2. ↑  Для сравнения: в 1884-85 годах Чехов за свои первые рассказы, занимавшие около 3-х газетных разворотов, получал по 3 рубля.
3. ↑  Анатолий Иванович Леман. Именно ему принадлежит заслуга создания лучшего для того времени труда под названием «Теория бильярдной игры». //  Николай Сергеевич Здобников - «Бильярд. Самоучитель», Эксмо; Москва, 2006
4. ↑  Его книга "Теория бильярдной игры" переиздана десять лет назад и считается лучшей книгой по бильярду, когда-либо написанной. // Олег Вареник Тринадцать лет счастья // Вести Стрельны, №№ 18-19, 25.09–10.10.2013
5. ↑  Первое издание «Теории бильярдной игры» вышло в 1885 году и с тех пор стало классикой в мире пособий по бильярду. Книга станет прекрасным пособием, как для начинающих игроков, так и для тех, кто знаком с практической стороной игры. // А. Ф Векслер, Тамара Я. Крашенинникова - Владимирский проспект, Центрполиграф, 2010 - Всего страниц: 284 - стр. 99-101
6. ↑  Бильярд. Все свободное время Леман отдавал новому увлечению. И так преуспел, что, выйдя в отставку, одновременно с мемуарами о кадетской жизни написал «Теорию бильярдной игры». Да так здорово, что по этой книге можно учиться как по самоучителю. Это было первое подобное произведение в России, доселе несколько раз были изданы лишь правила игры... // Михаил Быков - Траектория Лемана // Журнал "Русский Мир" за март 2017 года
7. ↑  Анатолий Иванович Леман. Автор первого в России научно-популярного труда о бильярде. Книга Лемана привлекает ясным, образным и живым языком, хорошим стилем и строгой систематичностью изложения. // Мельник Дмитрий - Поэты и бильярд, «Бильярд и Магазин» №3(27) за 2007 год